# 람보르기니 400GT
람보르기니 400GT(Lamborghini 400GT)는 이탈리아의 자동차 제조업체 람보르기니가 350GT의 후속차량으로 만든 2+2 시트 스포츠 자동차이다. 1966년 제네바 오토 쇼에서 처음으로 모습을 드러냈다.
이전 모델인 350GT와 비교했을 때 엔진이 4.0 리터 (3929 cc)로 늘어났고, 엔진이 커지며 320 제동마력 (bhp)으로 힘도 커졌다. 400GT는 2+2로 만들어져 350GT와 다른 외형을 보여주는데, 차축거리가 훨씬 길어지고 지붕선도 많이 달라졌으며, 자동차의 일부분이 판금으로 교체됐다.(350GT는 알루미늄이었다.) 350GT를 디자인한 카로체리아 투어링은, 350GT의 뒷좌석에 사람이 앉을 공간이 없는 대신 짐칸으로 사용할 수 있도록 의자 하나만 설치했다. 하지만 400GT는 뒷좌석에 +2 시트(플러스시트)를 설치해야 했기 때문에 가능한한 350GT보다는 크기가 커야했다.
400GT 2+2는 크게 개선된 구동렬을 구비하고, 람보르기니가 디자인한 기어박스와 함께 포르쉐처럼 모든 기어가 동시에 맞물리는 장치(synchromesh)를 장비했다.
400GT라고 부르는 이유에 대해, 소수의 사람들은 4리터 V12 엔진을 맞춰넣은 350GT의 파생모델이기 때문에 400GT라고 부른다. 딱 23대의 쿠페가 만들어졌으며, 이 중에서 3대만 유일하게 알루미늄으로 차체를 만들었다. 1966년부터 68년까지 총 247대의 차량을 제작되었으며 후속차량은 이슬레로이다.
특별하게 견본으로만 제작된 차가 있는데, 400GT 몬자이다. 이 차는 네리 앤 보나치니(Neri and Bonacini)에서 제작한 것이다. 어떤 사람들은, 람보르기니가 350GT를 제작하기 전에 400GT 몬자를 기획하고 있었다고 말한다.

## 성능
- 출력 : 320 bhp @ 6,500 RPM
- 토크 : 374 N·M @ 4,500 RPM
- 0 - 100 km/h (62 mph) 가속 : 7.6초
- 0 - 160 km/h (100 mph) 가속 : 17.8초
- 400 미터(1/4마일, 쿼터마일) 도달시간 : 15.5초